# Adiantum

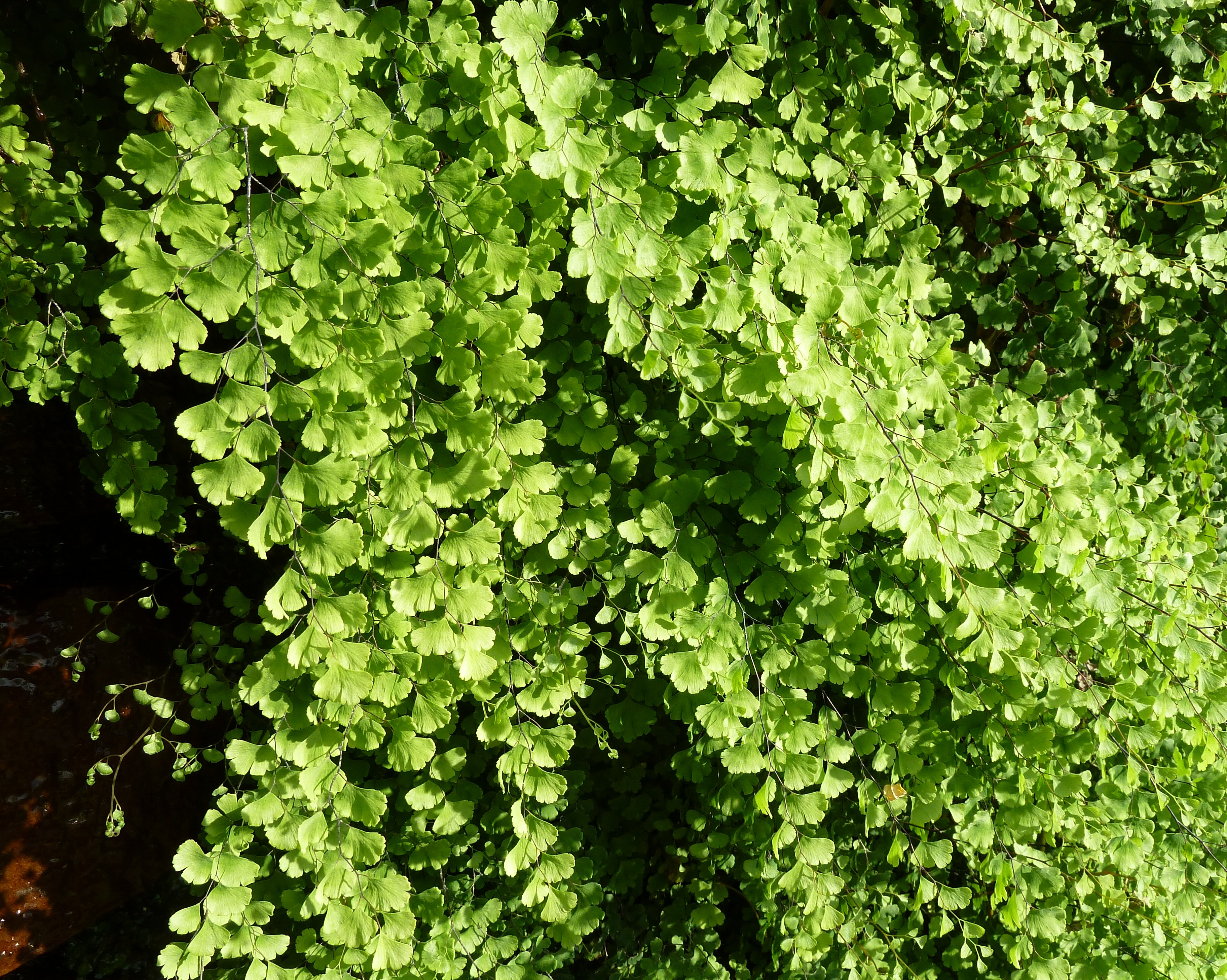
Adiantum aethiopicum

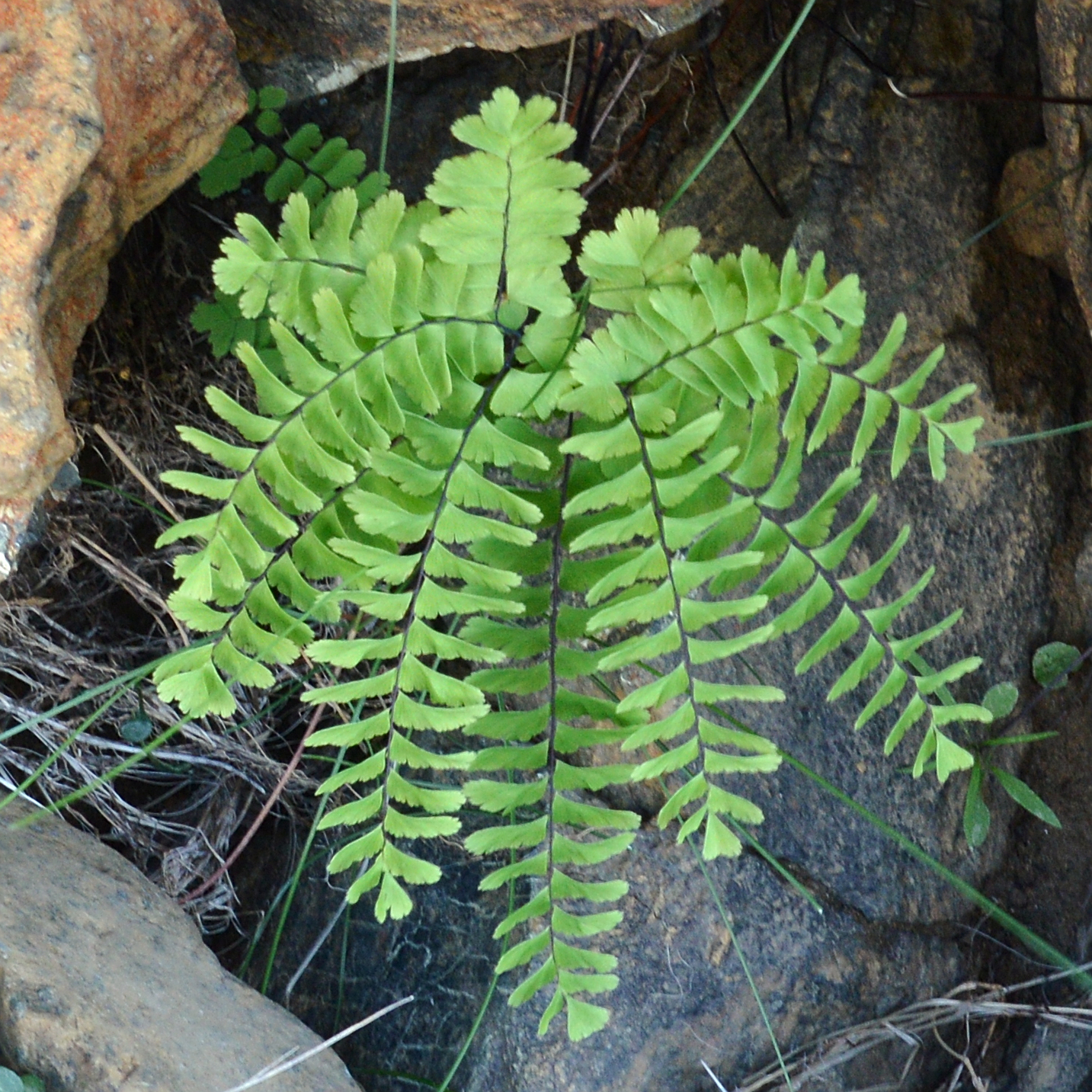
Adiantum aleuticum

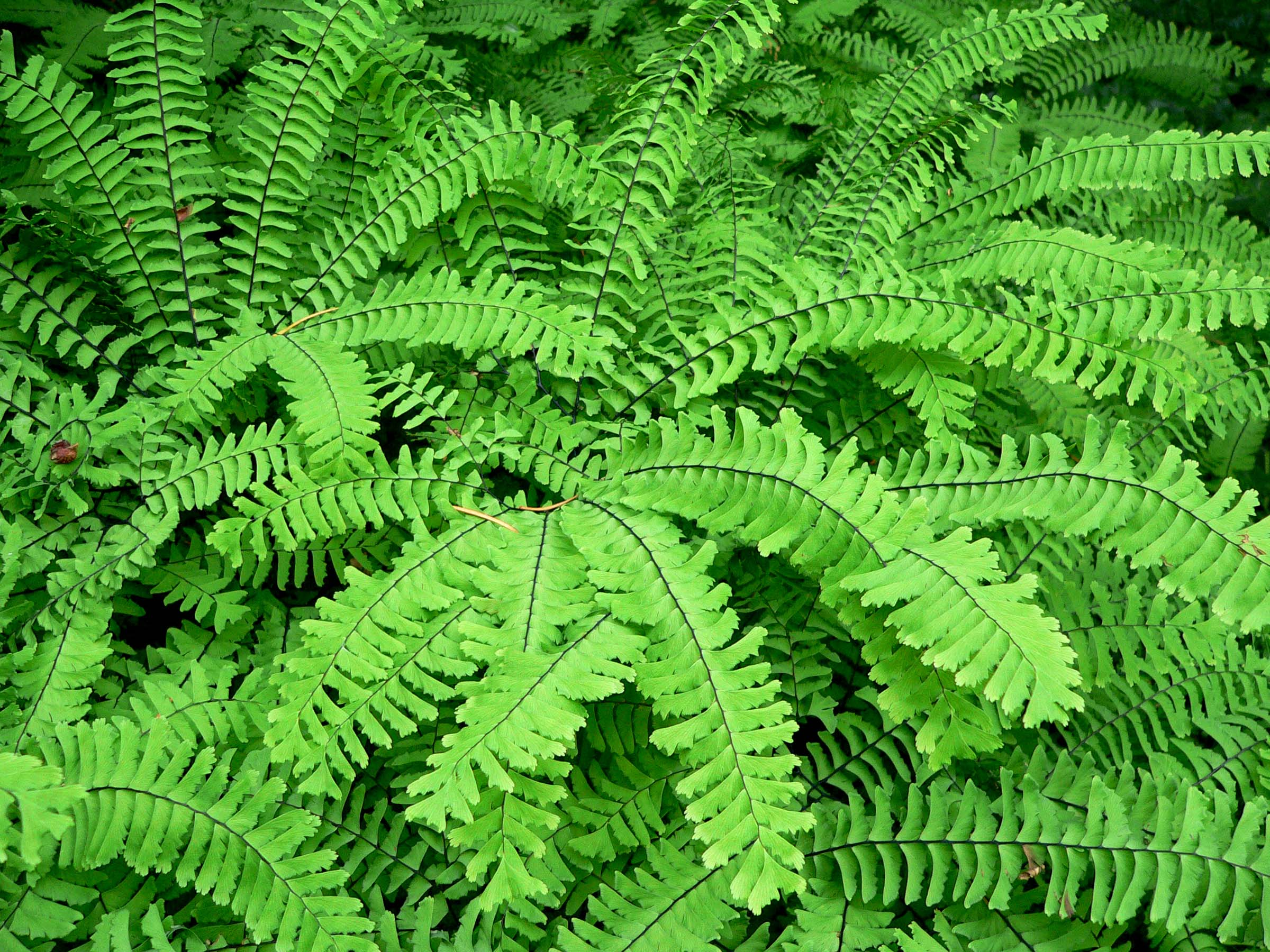
Adiantum stopowate

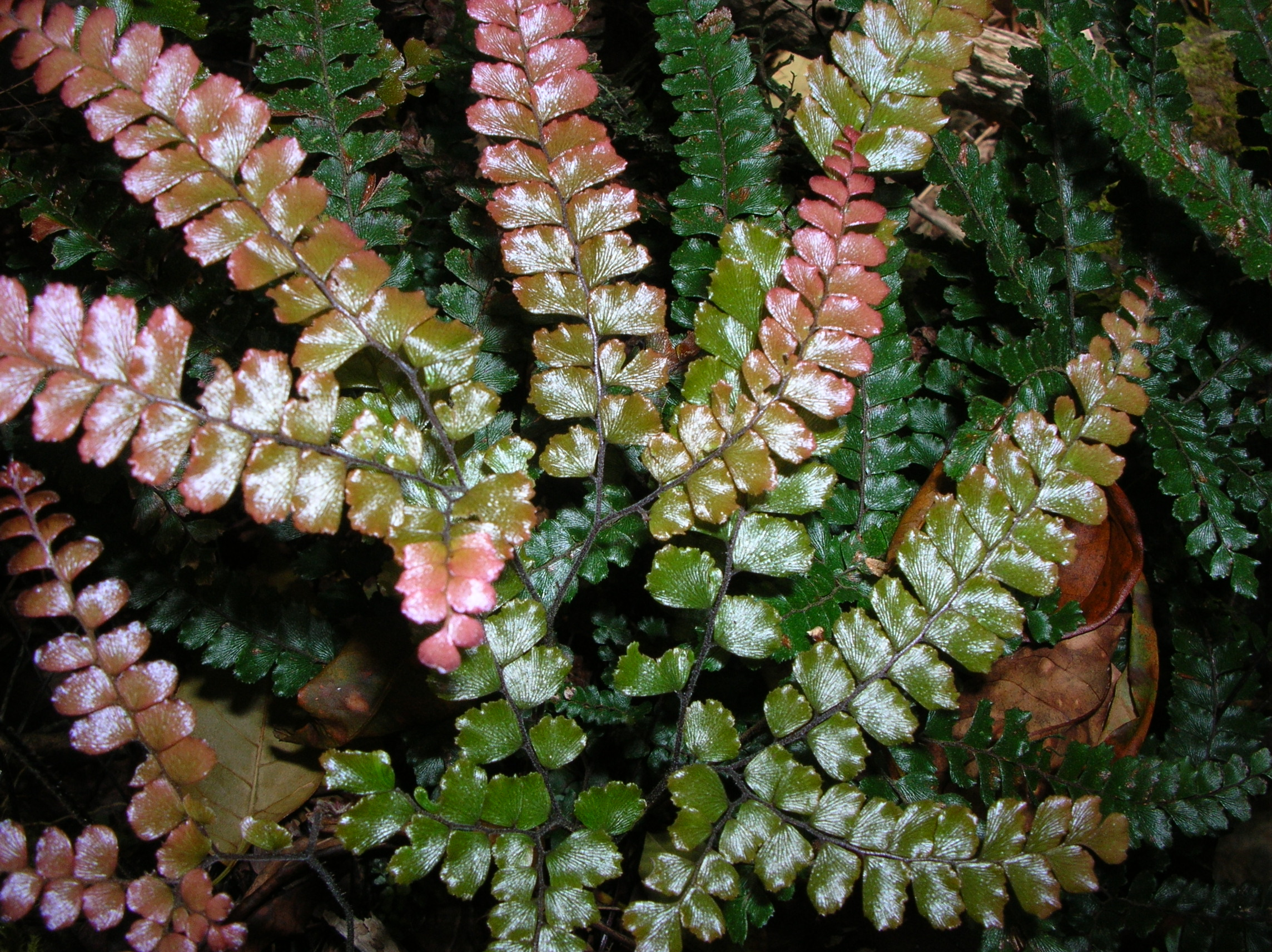
Adiantum owłosione

Adiantum, niekropień, złotowłos (Adiantum) – rodzaj paproci. Liczy ponad 230 gatunków. Są to paprocie naziemne i naskalne. Najbardziej zróżnicowane są w Ameryce Południowej. Jedynym gatunkiem rosnącym dziko w Europie jest adiantum właściwe A. capillus-veneris. W polskiej florze gatunek ten ma status tylko przejściowo dziczejącego z upraw (efemerofita).
Liczne gatunki z tego rodzaju uprawiane są jako rośliny ozdobne w szklarniach lub doniczkach, często w różnych odmianach. Jako rośliny lecznicze, w tym jako zioła poronne, wykorzystywane są m.in. adiantum etiopskie i adiantum klinowate. Syrop z adiantum właściwego (Sirop de Capillaire) wykorzystywany był jako panaceum na wszelkie choroby. Czarne ogonki liściowe adiantum stopowatego Indianie wykorzystywali przy wyplataniu koszyków. Niektóre gatunki są inwazyjne i występują jako chwasty w uprawach np. olejowca i herbaty.
Łacińska nazwa adiantum oznacza „niezwilżalny”, „nie podlegający zamoczeniu”. 

## Morfologia

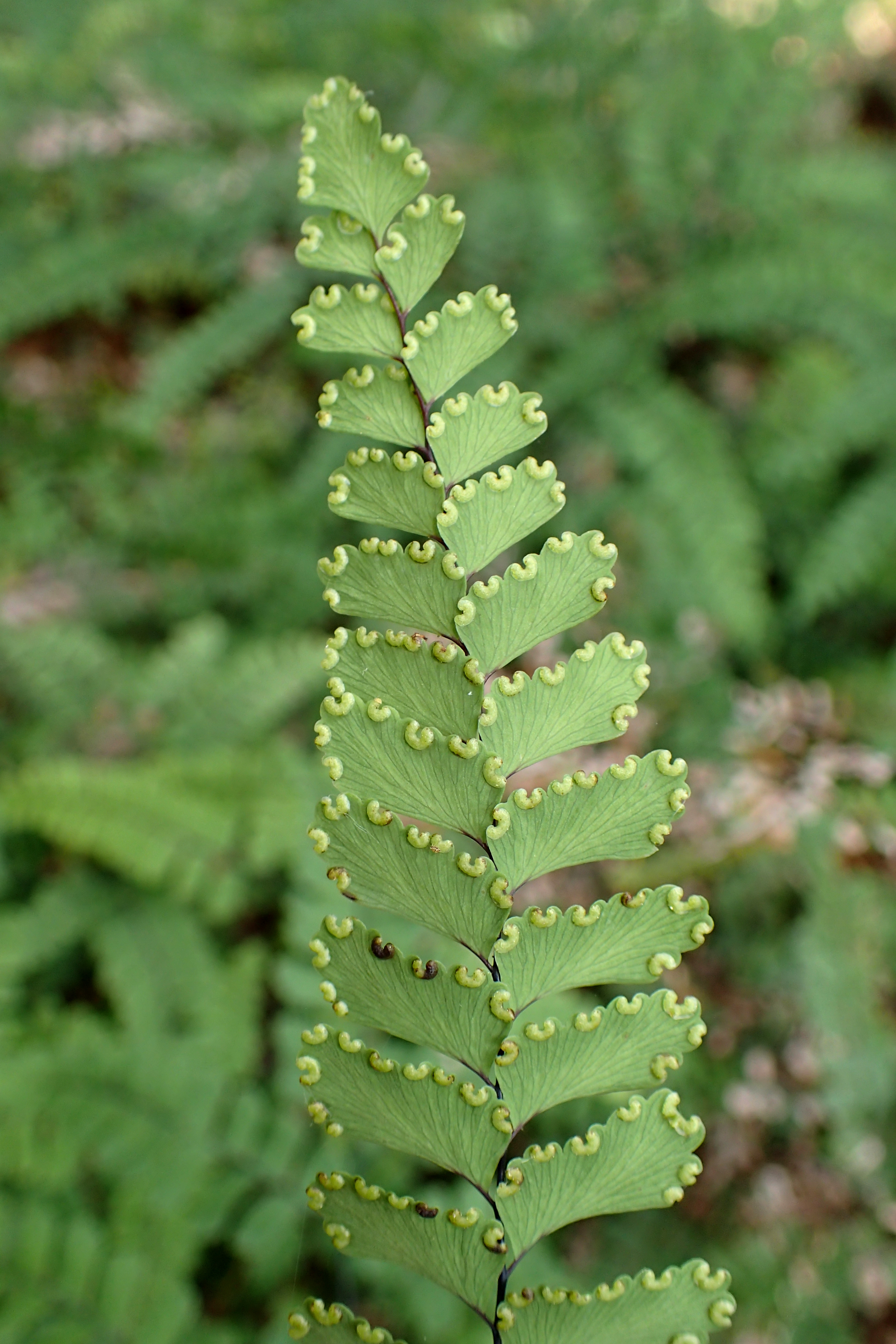
Adiantum cunninghamii

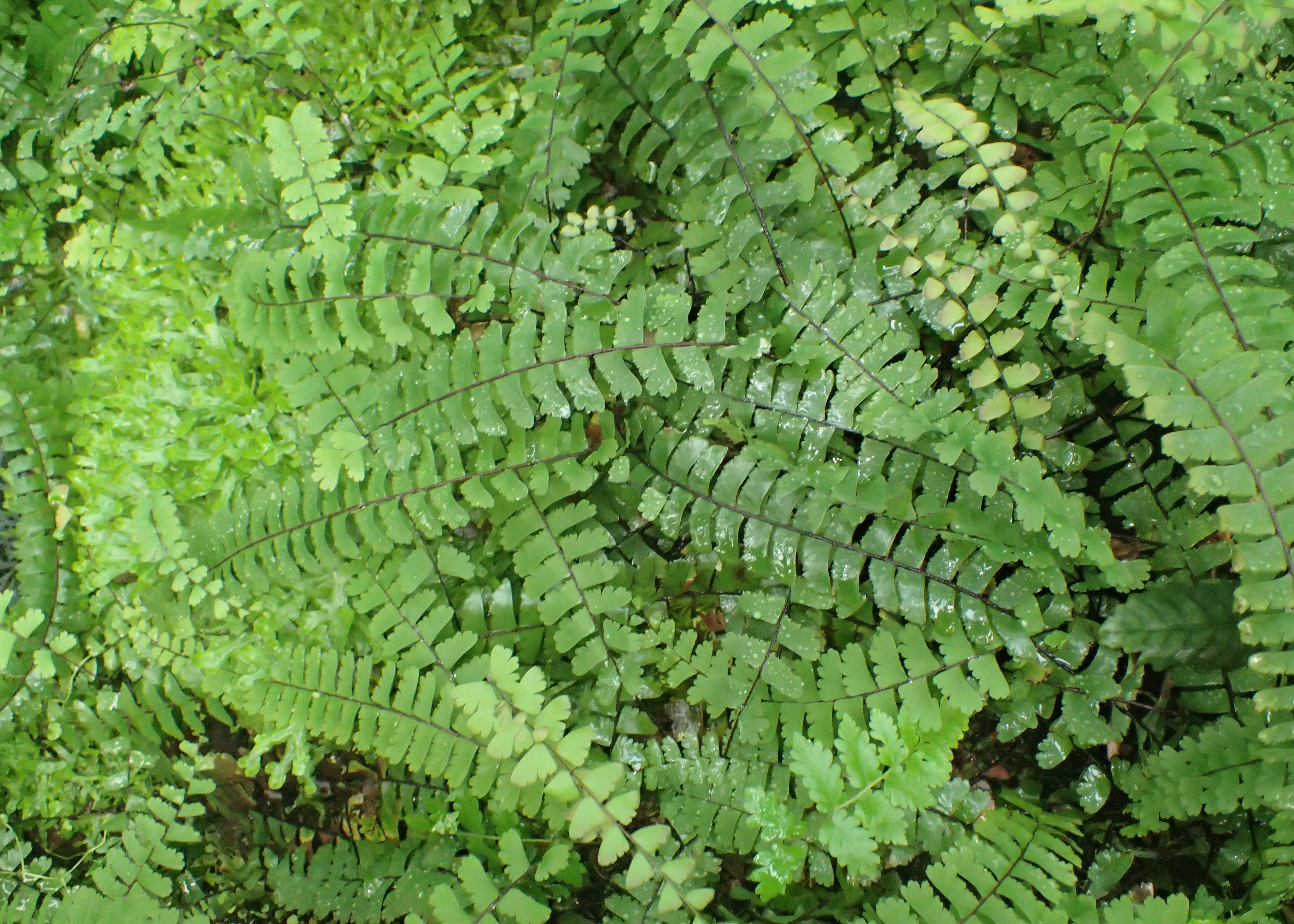
Adiantum edgeworthii

LiścieNiezwilżalne, 1–5-krotne pierzasto złożone, z ciemnymi, błyszczącymi osadkami.
ZarodnieW kupkach na brzegach spodniej strony listków.

## Systematyka
Pozycja systematyczna

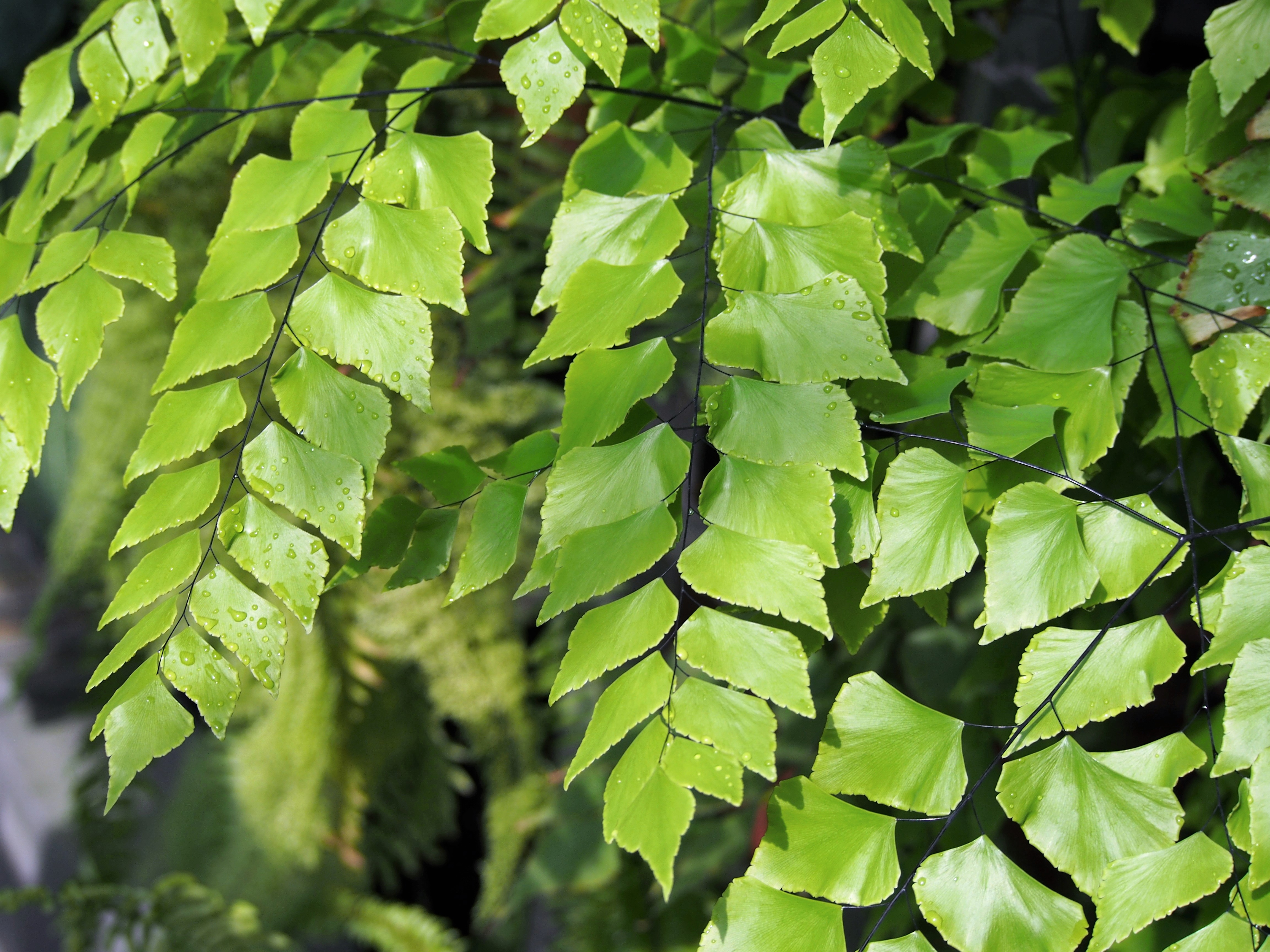
Adiantum peruvianum

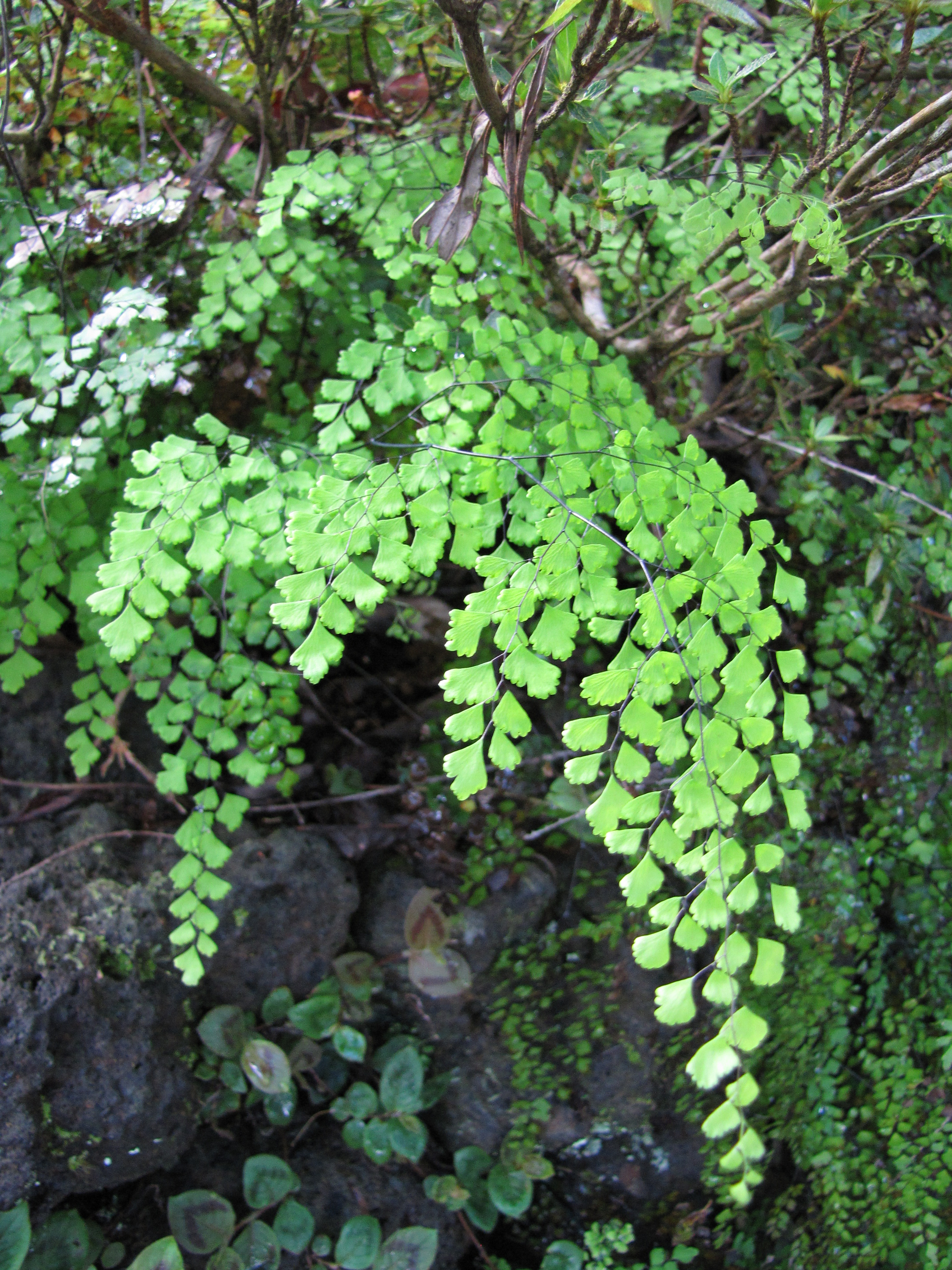
Adiantum raddianum

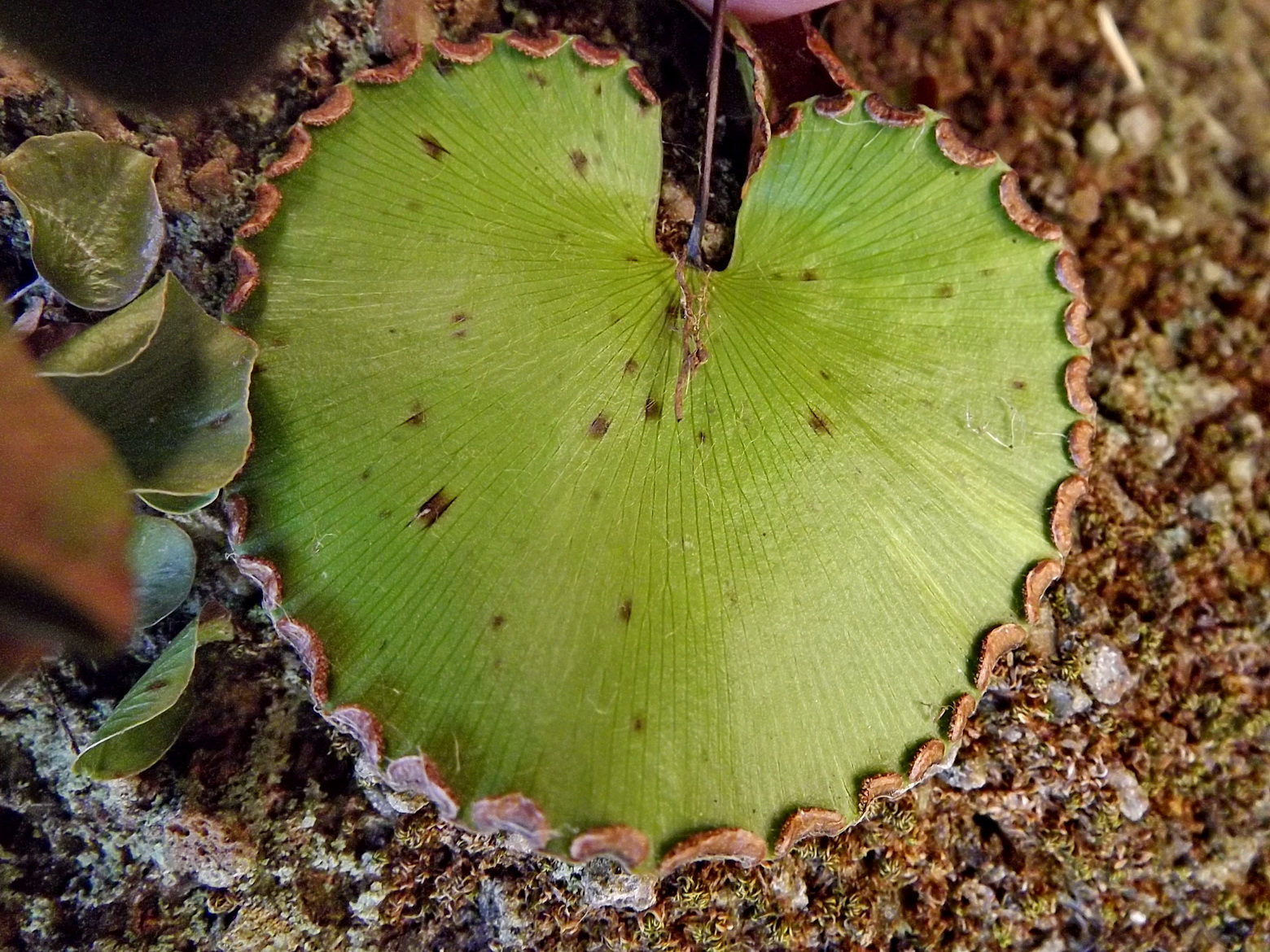
Adiantum reniforme

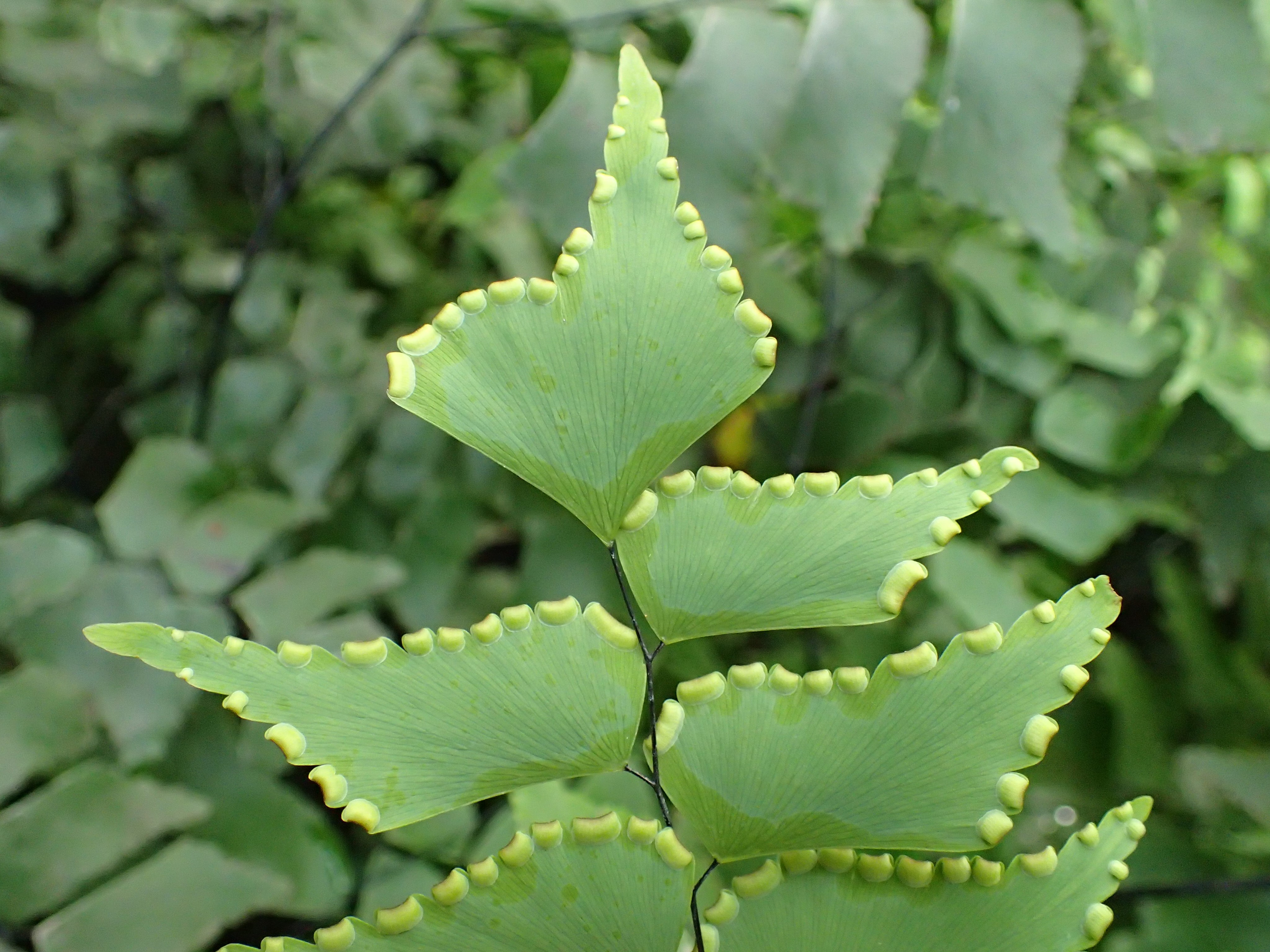
Adiantum trapeziforme

Jeden z rodzajów z podrodziny Vittarioideae z rodziny orliczkowatych Pteridaceae.
Wykaz gatunków
- Adiantum abscissum Schrad.
- Adiantum acrolobum A.Rojas
- Adiantum adiantoides C.Chr.
- Adiantum aethiopicum L. – adiantum etiopskie
- Adiantum × ailaoshanense Y.H.Yan & Ying Wang
- Adiantum alan-smithii R.Y.Hirai, Sundue & J.Prado
- Adiantum alarconianum Gaudich.
- Adiantum aleuticum (Rupr.) C.A.Paris
- Adiantum alleniae S.Linds.
- Adiantum alomae Caluff
- Adiantum amblyopteridium Mickel & Beitel
- Adiantum amplum C.Presl
- Adiantum anceps Maxon & C.V.Morton
- Adiantum andicola Liebm.
- Adiantum aneitense Carruth.
- Adiantum argutum Splitg.
- Adiantum atroviride Bostock
- Adiantum balfourii Baker
- Adiantum bellum T.Moore
- Adiantum bessoniae Jenman
- Adiantum blumenavense Rosenst.
- Adiantum braunii Mett.
- Adiantum breviserratum (Ching) Ching & Y.X.Lin
- Adiantum cajennense Willd. ex Klotzsch
- Adiantum calcareum Gardner
- Adiantum camptorachis Sundue, J.Prado & A.R.Sm.
- Adiantum capillatum A.R.Sm. & J.Prado
- Adiantum capillus-junonis Rupr.
- Adiantum capillus-veneris L. – adiantum właściwe
- Adiantum caribense A.Rojas
- Adiantum caryotideum Christ
- Adiantum caudatum L. – adiantum zwisłe
- Adiantum celebicum Christ
- Adiantum chienii Ching
- Adiantum chilense Kaulf.
- Adiantum ciliatum Blume
- Adiantum cinnamomeum Lellinger & J.Prado
- Adiantum comoroense (Tardieu) Verdc.
- Adiantum concinnum Humb. & Bonpl. ex Willd.
- Adiantum cordatum Maxon
- Adiantum cremersii Boudrie & J.Prado
- Adiantum crespianum Bosco
- Adiantum cunninghamii Hook. – adiantum Cunninghama
- Adiantum cupreum Copel.
- Adiantum curvatum Kaulf.
- Adiantum davidii Franch.
- Adiantum dawsonii Lellinger & J.Prado
- Adiantum decipiens Desv.
- Adiantum decoratum Maxon & Weath. – adiantum ozdobne
- Adiantum deflectens Mart.
- Adiantum delicatulum Mart.
- Adiantum deltoideum Sw.
- Adiantum dentatum A.H.Wang, F.G.Wang & F.W.Xing
- Adiantum diaphanum Blume – adiantum przezroczyste
- Adiantum digitatum C.Presl
- Adiantum dioganum Glaziou
- Adiantum diphyllum Maxon
- Adiantum discolor J.Prado
- Adiantum dissimulatum Jenman
- Adiantum dolosum Kunze
- Adiantum edgeworthii Hook. – adiantum Edgerwortha
- Adiantum elegantulum Maxon
- Adiantum erylliae Tardieu & C.Chr.
- Adiantum erythrochlamys Diels
- Adiantum excisum Kunze
- Adiantum feei Moore
- Adiantum fengianum Ching
- Adiantum filiforme Gardner
- Adiantum fimbriatum Christ
- Adiantum flabellulatum L.
- Adiantum flabellum C.Chr.
- Adiantum formosanum Tagawa – adiantum formozańskie
- Adiantum formosum R.Br.
- Adiantum fournieri Copel.
- Adiantum fragile Sw.
- Adiantum fructuosum Kuntze
- Adiantum fuliginosum Fée
- Adiantum galeottianum Hook.
- Adiantum gertrudis Espinosa
- Adiantum giganteum J.Prado
- Adiantum gingkoides C.Chr.
- Adiantum glabrum Copel.
- Adiantum glaucescens Klotzsch
- Adiantum gomphophyllum Baker
- Adiantum gracile Fée
- Adiantum granvilleanum Boudrie & J.Prado
- Adiantum gravesii Hance
- Adiantum grossum Mett.
- Adiantum henslovianum Hook.f.
- Adiantum hirsutum Bory
- Adiantum hispidulum Sw. – adiantum owłosione
- Adiantum hollandiae Alderw.
- Adiantum hornei Baker
- Adiantum hosei Baker
- Adiantum humile Kunze
- Adiantum imbricatum R.M.Tryon
- Adiantum incertum Lindm.
- Adiantum incisum Forssk.
- Adiantum induratum Christ
- Adiantum intermedium Sw.
- Adiantum isthmicum B.Zimmer
- Adiantum × janzenianum A.Rojas & C.Herrera
- Adiantum jordanii Müll.Hal.
- Adiantum juxtapositum Ching
- Adiantum kendalii Jenman
- Adiantum kingii Copel.
- Adiantum klossii Gepp
- Adiantum krameri B.Zimmer
- Adiantum lamrianum Bidin & R.Jaman
- Adiantum latifolium Lam.
- Adiantum latipinnulum Boudrie & J.Prado
- Adiantum leprieurii Hook.
- Adiantum lianxianense Ching & Y.X.Lin
- Adiantum lindsaeoides J.Prado & R.Y.Hirai
- Adiantum lobatum C.Presl
- Adiantum longzhouensis A.H.Wang, F.G.Wang & F.W.Xing
- Adiantum lorentzii Hieron.
- Adiantum lucidum (Cav.) Sw.
- Adiantum lunulatum Cav.
- Adiantum macrocladum Klotzsch
- Adiantum macrophyllum Sw. – adiantum wielkolistne
- Adiantum madagascariense Rosendahl
- Adiantum mariesii Baker
- Adiantum mariposatum M.R.McCarthy & Hickey
- Adiantum mathewsianum Hook.
- Adiantum mcvaughii Mickel & Beitel
- Adiantum meishanianum F.S.Hsu ex Yea C.Liu & W.L.Chiou
- Adiantum melanoleucum Willd.
- Adiantum membranifolium S.Linds. & Suksathan
- Adiantum mendoncae Alston
- Adiantum mindanaoense Copel.
- Adiantum monochlamys D.C.Eaton
- Adiantum monosorum Baker
- Adiantum moorei Baker
- Adiantum × moranii J.Prado
- Adiantum multisorum A.Samp.
- Adiantum mynsseniae J.Prado
- Adiantum myriosorum Baker
- Adiantum nelumboides X.C.Zhang
- Adiantum neoguineense T.Moore
- Adiantum nodosum J.Prado, R.Y.Hirai & A.R.Sm.
- Adiantum novae-caledoniae Keyserl.
- Adiantum nudum A.R.Sm.
- Adiantum oaxacanum Mickel & Beitel
- Adiantum obliquum Willd.
- Adiantum obovatum A.H.Wang, F.G.Wang & F.W.Xing
- Adiantum ogasawarense Tagawa
- Adiantum olivaceum Baker
- Adiantum orbignyanum Mett.
- Adiantum ornithopodum C.Presl
- Adiantum ovalescens Fée
- Adiantum oyapokense Jenman
- Adiantum palaoense C.Chr.
- Adiantum papilio Rakotondr. & Hemp
- Adiantum papillosum Handro
- Adiantum paraense Hieron.
- Adiantum parishii Hook.
- Adiantum patens Willd.
- Adiantum pearcei Phil.
- Adiantum pectinatum Kunze & Ettingsh.
- Adiantum pedatum L. – adiantum stopowate
- Adiantum peruvianum Klotzsch – adiantum peruwiańskie
- Adiantum petiolatum Desv.
- Adiantum phanerophlebium (Baker) C.Chr.
- Adiantum phanomensis S.Linds. & D.J.Middleton
- Adiantum philippense L.
- Adiantum phyllitidis J.Sm.
- Adiantum platyphyllum Sw.
- Adiantum poeppigianum C.Presl
- Adiantum poiretii Wikstr.
- Adiantum polyphyllum Willd.
- Adiantum proliferum Roxb.
- Adiantum pseudocajennense J.Prado, R.Y.Hirai & A.R.Sm.
- Adiantum pseudotinctum Hieron.
- Adiantum pulchellum Blume
- Adiantum pulcherrimum Copel.
- Adiantum pulverulentum L. – adiantum przyprószone
- Adiantum pumilum Sw.
- Adiantum pyramidale (L.) Willd.
- Adiantum raddianum C.Presl – adiantum klinowate, a. Raddiana
- Adiantum rectangulare Lindm.
- Adiantum reniforme L. – adiantum nerkowate
- Adiantum reptans A.Rojas
- Adiantum rhizophorum Sw.
- Adiantum rhizophytum Schrad.
- Adiantum rivulare Boudrie & J.Prado
- Adiantum roborowskii Maxim.
- Adiantum rondonii A.Samp.
- Adiantum ruizianum Klotzsch
- Adiantum scalare R.M.Tryon
- Adiantum schweinfurthii Kuhn
- Adiantum seemannii Hook.
- Adiantum semiorbiculatum Bonap.
- Adiantum sericeum D.C.Eaton
- Adiantum serratifolium Alderw.
- Adiantum serratodentatum Willd.
- Adiantum shastense Huiet & A.R.Sm.
- Adiantum shepherdii Hook.
- Adiantum siamense Tagawa & K.Iwats.
- Adiantum silvaticum Tindale
- Adiantum sinuosum Gardner
- Adiantum soboliferum Wall. ex Hook.
- Adiantum solomonii J.Prado
- Adiantum × spurium Jermy & T.G.Walker
- Adiantum squamulosum J.Prado & A.R.Sm.
- Adiantum stenochlamys Baker
- Adiantum stolzii Brause
- Adiantum subcordatum Sw.
- Adiantum subvolubile Mett.
- Adiantum taiwanianum Tagawa
- Adiantum tenerum Sw. – adiantum delikatne
- Adiantum tenuissimum Taub.
- Adiantum terminatum Kuntze
- Adiantum tetragonum Schrad.
- Adiantum tetraphyllum Humb. & Bonpl. ex Willd.
- Adiantum thongthamii Suksathan
- Adiantum tibeticum Ching & Y.X.Lin
- Adiantum tinctum T.Moore
- Adiantum tomentosum Klotzsch
- Adiantum × tracyi C.C.Hall ex W.H.Wagner
- Adiantum trapeziforme L.
- Adiantum trichochlaenum Mickel & Beitel
- Adiantum tricholepis Fée
- Adiantum trilobum L.
- Adiantum tripteris K.U.Kramer
- Adiantum tryonii J.Prado
- Adiantum tuomistoanum J.Prado
- Adiantum urophyllum Hook.
- Adiantum × variopinnatum Jermy & T.G.Walker
- Adiantum venustum D.Don – adiantum powabne
- Adiantum villosissimum Mett.
- Adiantum villosum L. – adiantum owłosione
- Adiantum viridescens Colenso
- Adiantum × viridimontanum C.A.Paris
- Adiantum vivesii Proctor
- Adiantum vogelii Mett.
- Adiantum wattii Baker
- Adiantum wilesianum Hook.
- Adiantum wilsonii Hook.
- Adiantum windischii J.Prado
- Adiantum zollingeri Mett.